# Министерство экономики и финансов Макао
Министерство экономики и финансов Макао или Секретариат экономики и финансов Макао — орган исполнительной власти, является министерством правительства Макао. Секретариат несёт ответственность за экономические, финансовые и трудовые дела региона.
До 1999 года отдел был известен как секретариат по экономическим координации.

## Отделы
- Экономическая служба Макао
- Бюро финансовых услуг
- Бюро переписи населения и статистики
- Бюро по делам труда
- Фонд социального страхования
- Координационного бюро инспекции игр
- Пенсионный фонд
- Совет потребителей
- Совет экономических коопераций с Китаем
- Институт содействия торговле и инвестициям Макао
- Валютное управление Макао
- Управление человеческих ресурсов